# Chandon, Loire
Chandon är en kommun i departementet Loire i regionen Auvergne-Rhône-Alpes i centrala Frankrike. Kommunen ligger i kantonen Charlieu som tillhör arrondissementet Roanne. År 2022 hade Chandon 1 440 invånare.

## Befolkningsutveckling
Antalet invånare i kommunen Chandon
| Referens: INSEE |